# Psammophiliella floribunda
Psammophiliella floribunda là loài thực vật có hoa thuộc họ Cẩm chướng. Loài này được (Kar. & Kir.) Ikonn. miêu tả khoa học đầu tiên năm 1976.